# Svenska nationalföreningen för folkvård
Svenska nationalföreningen för folkvård var en organisation som bildades i Stockholm 1941 med syfte att "utarbeta och söka förverkliga förslag, ägnade att underlätta familjebildningen och höja nativiteten samt driva upplysningsverksamhet om de grunder, som bestämma befolkningens storlek och beskaffenhet". 
Denna organisation, som till hedersordförande utsåg professor Alfred Pettersson i Stockholm och till ordförande professor Gösta Häggqvist, hade för avsikt verka enligt egna linjer, dock ej i konkurrens utan i direkt samarbete med något tidigare samma år bildade organisationen Svenska familjevärnet. Svenska nationalföreningen för folkvård upphörde dock redan 1943 då organisationen uppgick i Svenska familjevärnet.